# Idris Legbo Kutigi
Idris Legbo Kutigi (* 31. Dezember 1939 in Kutigi, Nigeria; † 21. Oktober 2018 in London, England) war ein nigerianischer Jurist und Richter. Er war Attorney General und Commissioner for Justice im Niger State bis zu seiner Berufung als Richter an das Oberste Gericht (Supreme Court of Nigeria), die im Jahr 1992 erfolgte. Vom 30. Januar 2007 bis 30. Dezember 2009 war er Präsident (Chief Justice) des Gerichtshofs.

## Leben

### Ausbildung
Kutigi wurde in Kutigi, im damaligen North-Western State Nigerias (heute: Lavun Local Government Area des Bundesstaates Niger) geboren und besuchte dort die Grundschule sowie die weiterführende Bildungseinrichtung in der nahegelegenen Stadt Bida. Seine weitere Ausbildung führte ihn an das Government College (heute: Barewa College) und später an die Ahmadu Bello University (beide in Zaria, Bundesstaat Kaduna). Er ging anschließend nach England, um an der School of Oriental and African Studies, University of London zu studieren und in der Anwaltskanzlei „Gibson and Weldon“ praktische Erfahrungen zu sammeln. Zurück in Nigeria besuchte er die Nigerian Law School, eine staatliche Einrichtung zur Fortbildung von im Ausland ausgebildeten Juristen in Lagos (Lagos). Etwa 1964 erhielt er seine Anwaltslizenz („called to the bar“).

### Laufbahn und Wirken als Jurist
Kutigi diente als Attorney General (Generalstaatsanwalt) und Commissioner for Justice im Bundesstaat Niger, bevor er Richter am Obersten Gericht des Bundesstaats wurde. 1992 kam er an das Oberste Gericht Nigerias und Präsident Olusegun Obasanjo ernannte ihn in Nachfolge von Salihu Alfa Belgore zu dessen Präsidenten. Belgore ging am 17. Januar 1992 in den Ruhestand und Kutigi folgte am 30. Januar 1992, nachdem er vom Senat bestätigt worden war.
Kutigi ging am 30. Dezember 2009 in den Ruhestand, nachdem er das vorgegebene Rentenalter von maximal 70 Jahren erreicht hatte. Er vereidigte seinen Nachfolger, Aloysius Iyorgyer Katsina-Alu, da Präsident Umaru Musa Yar’Adua dieses aus gesundheitlichen Gründen nicht, wie vorgesehen, selbst tun konnte. Kutigi kehrte später erneut an das Oberste Gericht zurück und diente bis zu seinem Tod im Oktober 2018 als Richter. Kutigi besuchte auf Wunsch des Präsidenten weiterhin auch Sitzungen des die Regierung beratenden Staatsrates (Council of State).
Im Jahr 2014 wurde er von Präsident Goodluck Jonathan zum Vorsitzenden der zur Beratung von Verfassungsfragen einberufenen National Conference ernannt. Seine Ernennung wurde weithin von allen Seiten des politischen Spektrums in Nigeria begrüßt, da er immer wieder für seine Unparteilichkeit und seine faire Einstellung gelobt wurde. So trennte er zum Beispiel am 12. Juni 2014 Politiker des Nordens und des Südens, die kurz davor waren, sich während einer Konferenz zu schlagen. Er ordnete eine Schweigeminute an zu Ehren der Verstorbenen bei den Unruhen während der Präsidentschaftswahlen 1993. Kutigi beschrieb später die Konferenz als die „mühsamste“ („most arduous“) in der Geschichte von Nigeria, weil nur kurze Zeit, viereinhalb Monate, dafür vorgegeben waren. Am Ende der Konferenz waren mehr als 600 Resolutionen verfasst worden, die Themen aus Recht, Politik und der Verfassung behandelten. Die Ergebnisse wurden in einem 22-bändigen Dokument mit 10.335 Seiten festgehalten.

## Familie
Kutigi hatte 18 Kinder und mehr als 40 Enkel. Er starb am 21. Oktober 2018 im Alter von 78 Jahren nach einer kurzen Krankheit in einem Krankenhaus in London, wohin er zur besseren medizinischen Versorgung gebracht worden war.

## Auszeichnungen und Ehrungen
- Officer if the Order of the Federal Republic (Nigeria; Offizierskreuz des Ordens der Bundesrepublik)
- Grand Commander of the Order of the Niger (Nigeria; Kommandeurs-Großkreuz des Ordens des Nigers)
- Eine Straße im Federal Capital Territory wurde im April 2015 zu seinen Ehren benannt.[14]
- Das The Justice Idris Legbo Kutigi International Conference Centre in Minna ist ebenfalls nach ihm benannt.[15]
- Nach seinem Tod wurden alle Flaggen an den wichtigsten Gerichtsgebäuden in Nigeria für sieben Tage auf halbmast gesetzt. Ein Kondolenzbuch wurde beim Supreme Court aufgelegt.[16]